# Monilinia laxa
Monilinia laxa es un patógeno vegetal, agente causal de la podredumbre parda de las frutas de hueso.

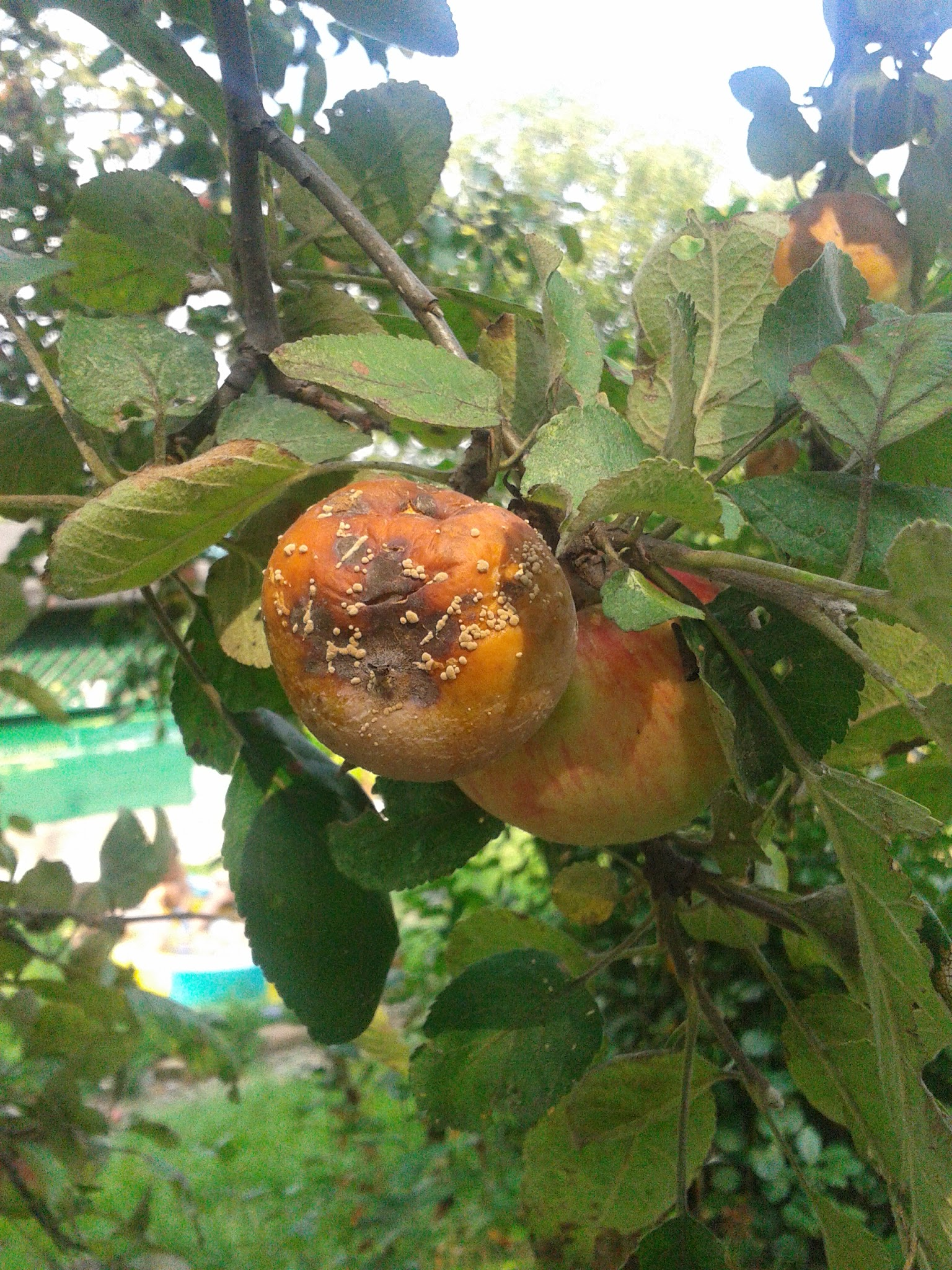
La típica infección de Monilinia laxa en la manzana

## Ciclo de la infección
Monilinia laxa es un hongo ascomiceto que es responsable de la enfermedad del tizón de la flor de la podredumbre parda que infecta muchos tipos diferentes de árboles frutales de hueso, como albaricoques, cerezas y duraznos. También puede ocasionalmente afectar algunas frutas de pepita; por ejemplo, manzanas y peras. El patógeno pasa el invierno en las partes infectadas de la planta, particularmente en las ramas infectadas, ramas, flores viejas o frutos momificados. En primavera, el patógeno produce conidias asexuales en los restos de plantas infectadas antes mencionados. Además, la apotecia, que son estructuras propagativas sexuales pequeñas, de copa abierta, en forma de hongo de M. laxa que produce ascosporas, también se desarrolla en los frutos caídos en el suelo. Los tipos de esporas asexuales (conidios) y sexuales (ascosporas) se propagan durante la primavera a través del viento y la lluvia en el que infectan flores y brotes jóvenes. El tejido floral es el más susceptible a la infección de ambas esporas cuando los árboles están en plena floración. Los tejidos florales infectados son responsables de la producción de los inóculos secundarios que continúa el ciclo de la enfermedad durante la temporada de primavera. Si las condiciones ambientales son muy propicias (es decir, ambientes cálidos y húmedos), la infección también puede ocurrir en brotes u hojas que no florecen. La infección a veces no es visible hasta que la fruta comienza a madurar y el hueso se endurece. Estas frutas maduras tienen un alto riesgo de infectarse y transmitir la enfermedad a otras plantas durante la cosecha.

## Importancia
En todo el mundo, la podredumbre parda es posiblemente la razón más común para la pérdida de cosechas de frutas de hueso, tanto antes como después de la cosecha, especialmente en regiones con temperaturas más cálidas y climas húmedos.[5] Se ha demostrado que esta enfermedad tiene una variedad de incidencia de año en año debido a la variación ambiental. Antes del descubrimiento de fungicidas extremadamente efectivos, cuando la fruta maduró durante un período de alta precipitación, hubo pérdidas significativas debido al tizón de la podredumbre parda.[5] Después de siglos de estudiar esta enfermedad en Europa y América del Norte, el uso de fungicidas se está utilizando recientemente. Los fungicidas inhibidores de la desmetilación (DMI) y los fungicidas de benzimidazol (BZI) son ejemplos de fungicidas comunes que se han utilizado para tratar la podredumbre marrón. Sin embargo, desde el comienzo de estos fungicidas, surgió otro conjunto de problemas. Después de un tiempo, la podredumbre marrón se ha vuelto resistente a algunos fungicidas, incluidos DMI y BZI. Afortunadamente, los científicos han podido desarrollar estrategias para controlar o retrasar la resistencia a los fungicidas contra el tizón de la podredumbre parda..[6]
Además de esto, se ha demostrado que la podredumbre marrón es de gran importancia económica a pesar de que ha sido difícil de estimar. La podredumbre parda puede causar pérdidas perjudiciales para las frutas con hueso en temporadas muy húmedas durante la floración o inmediatamente antes de la cosecha. La podredumbre parda ocurre principalmente en la fruta madura cerca de la cosecha. Además, estas pérdidas pueden ocurrir a la fruta después de la postcosecha. Por ejemplo, la descomposición de las frutas después de la cosecha se ha aproximado a una pérdida de aproximadamente el 9% durante el transporte y la comercialización solo en los EE. UU..

## Hábitat
Monilinia laxa prolifera más en climas cálidos y húmedos. Por lo tanto, no es sorprendente encontrar que se encuentra más comúnmente en California, así como en los estados del medio oeste y noreste. Por el contrario, la enfermedad no se ha encontrado en los estados del sureste. Fuera de los Estados Unidos, M. laxa se encuentra comúnmente en Europa, Sudáfrica y Chile.
Los conidios comienzan a desarrollarse en los restos de plantas infectadas una vez que la temperatura alcanza 40 °F (4 °C). Si bien la infección no ocurre a continuación 50 °F (10 °C), ocurre una vez que la temperatura aumenta más allá de ese punto. La temperatura ideal para la infección de M. laxa está entre 15 y 25 °C (59 y 77 °F). Las esporas producidas por este patógeno pueden ser dispersadas por el viento y la lluvia. Sin embargo, el hongo también puede proliferar en condiciones secas y muy húmedas. En comparación con condiciones más frías, a alta humedad masas de esporas de color gris ceniza-marrón pueden formarse en las flores enfermas y en las ramitas. Por lo general, la susceptibilidad de la fruta a la podredumbre parda aumenta aproximadamente dos o tres semanas antes de la cosecha.